# Химна Баварске
Химна Баварске је химна Слободне Државе Баварске. Мелодију је направио Макс Кунц 1835. године, а текст Михаел Охснер.

## Текст
| Gott mit dir, du Land der Bayern, deutsche Erde, Vaterland! Über deinen weiten Gauen ruhe seine Segenshand! Er behüte deine Fluren, schirme deiner Städte Bau und erhalte dir die Farben seines Himmels, weiß und blau! Gott mit dir, dem Bayernvolke, dass wir, uns'rer Väter wert, fest in Eintracht und in Frieden bauen uns'res Glückes Herd! Dass mit Deutschlands Bruderstämmen einig uns ein jeder schau und den alten Ruhm bewähre unser Banner, weiß und blau! | Бог с тобом, земљо баварска, немачко тло, отаџбино! Над твојим широким областима почива Његова благословена рука! Нека Он заштити ваше ливаде, заштити структуре ваших градова и сачувај ти боје неба Његовог, беле и плаве! Бог с вама, народе Баварски, да ми, достојни отаца наших, чврст у слози и миру, нека сагради огњиште наше среће! Да нас сви виде као једно са немачким братским племенима, А стари сјај издржава тест, наш Барјак, бела и плава! |
| | |